# Lutrija
Lutrija je oblik kockanja koji uključuje nasumično izvlačenje brojeva za nagradu. Neke vlade zabranjuju lutrije, dok ih druge podržavaju do te mjere da organiziraju nacionalnu ili državnu lutriju. Uobičajeno je pronaći određeni stupanj regulacije lutrije od strane vlada. Najčešći propisi su zabrana prodaje maloljetnicima i licenciranje prodavača listića lutrije. Iako su lutrije bile uobičajene u Sjedinjenim Državama i nekim drugim zemljama tijekom 19. stoljeća, do početka 20. stoljeća većina oblika kockanja, uključujući lutrije i nagradne igre, bili su ilegalni u SAD-u i većini Europe, kao i u mnogim drugim zemljama. Tako je ostalo sve do nakon Drugog svjetskog rata. U 1960-ima, kockarnice i lutrije ponovno su se počele pojavljivati diljem svijeta kao način na koji vlade mogu prikupiti prihode bez povećanja poreza.
Lutrije postoje u mnogim formatima. Na primjer, nagrada može biti fiksni iznos gotovine ili robe. U ovom formatu postoji rizik za organizatora ako se proda premalo listića lutrije. Češće, nagradni fond bit će fiksni postotak od primitaka. Mnoge lutrije omogućuju igračima da odaberu brojeve na lutrijskom listiću, što rezultira mogućnost više dobitnika.
Neke prijevare na internetu temelje se na lutriji. Prijevara započinje neželjenom elektronskom poštom koja primatelju čestita na nedavnom dobitku na lutriji. U e-poruci se objašnjava da kako bi se oslobodila sredstva, primatelj e-pošte mora platiti određeni iznos (kao porez/naknade) u skladu s pravilima ili riskira oduzimanje.

## Šanse za dobitak
Šanse za osvajanje jackpota na lutriji mogu uvelike varirati ovisno o dizajnu lutrije, a određuju ih nekoliko čimbenika, uključujući broj mogućih brojeva, broj izvučenih dobitnih brojeva, je li redoslijed značajan ili ne i sl.
U lutriji 6 od 49, igrač bira šest brojeva od 1 do 49 (dupliciranje nije dopušteno). Ako se svih šest brojeva na igračevom listiću poklopi s brojevima u službenom izvlačenju (bez obzira na redoslijed kojim su brojevi izvučeni), tada je igrač dobitnik jackpota. Za takvu lutriju, šansa da budete dobitnik jackpota je 1:13.983.816.
U bonusball lutrijama gdje je bonus loptica obavezna, izgledi su često čak niži. U „Mega Millions” lutriji za više država u Sjedinjenim Državama, 5 brojeva se izvlači iz grupe od 70 i 1 broj se izvlači iz grupe od 25, a igrač mora spojiti svih 6 loptica kako bi osvojio jackpot nagradu. Šansa za osvajanje jackpota je 1:302,575,350.
Izgledi za pobjedu također se mogu smanjiti povećanjem grupe iz koje se izvlače brojevi. U SuperEnalotto Italije, igrači moraju spojiti 6 brojeva od 90. Šansa za osvajanje jackpota je 1:622,614,630.
Većina lutrija daje manje nagrade za podudaranje samo nekih dobitnih brojeva, s manjom nagradom za manje podudaranja. Iako nijedna od ovih dodatnih nagrada ne utječe na šanse za osvajanje jackpota, one povećavaju izglede za dobitak i stoga malo povećavaju vrijednost listića.

## Galerija
- Izvačenje lutrije u Teksasu.
- Reklama lutrije u Italiji.
- Listići lutrije u Indoneziji.